# (22448) Ricksaunders
(22448) Ricksaunders est un astéroïde de la ceinture principale.

## Description
(22448) Ricksaunders est un astéroïde de la ceinture principale. Il fut découvert le 11 octobre 1996 à Kitt Peak par le projet Spacewatch. Il présente une orbite caractérisée par un demi-grand axe de 2,21 UA, une excentricité de 0,07 et une inclinaison de 5,6° par rapport à l'écliptique.